# イェンセンの公式
複素解析という数学の分野において，イェンセンの公式（英: Jensen's formula）は，Johan Jensen (1899) によって導入されたもので，円上の解析関数の大きさの平均を円の内部のその零点の個数と関係付ける．整関数の研究において重要な主張である．

## 主張
f を原点を中心とする半径 r の閉円板 D を含む複素平面の領域上の解析関数とし，a1, a2, ..., an を D の内部における重複を込めた f の零点とし，f(0)≠ 0 とする．イェンセンの公式は次の公式である：
{\displaystyle \log |f(0)|=\sum _{k=1}^{n}\log \left({\frac {|a_{k}|}{r}}\right)+{\frac {1}{2\pi }}\int _{0}^{2\pi }\log |f(re^{i\theta })|\,d\theta .}
この公式は円板 D 内の関数 f の零点のモジュライと境界の円周 |z| = r 上の log |f(z)| の平均との間の関係を確立し，調和関数の平均値の性質の一般化と見ることができる．すなわち，f が D 内に零点を持たないとき，イェンセンの公式は
{\displaystyle \log |f(0)|={\frac {1}{2\pi }}\int _{0}^{2\pi }\log |f(re^{i\theta })|\,d\theta }
となり，これは調和関数 log |f(z)| の平均値の性質である．
頻繁に用いられるイェンセンの公式の同値な主張は
{\displaystyle {\frac {1}{2\pi }}\int _{0}^{2\pi }\log |f(re^{i\theta })|\;d\theta -\log |f(0)|=\int _{0}^{r}{\frac {n(t)}{t}}\;dt}
である，ただし n(t) は半径 t の原点を中心とする円板内の f の零点の個数を表す．
イェンセンの公式は D 上有理型でしかない関数に一般化できる．すなわち，
{\displaystyle f(z)=z^{l}{\frac {g(z)}{h(z)}}}
と仮定する，ただし g と h は D 内の解析関数で零点をそれぞれ {\displaystyle a_{1},\ldots ,a_{n}\in \mathbb {D} \setminus \{0\}} と {\displaystyle b_{1},\ldots ,b_{m}\in \mathbb {D} \setminus \{0\}} に持つとすると，有理型関数に対するイェンセンの公式の主張は
{\displaystyle \log \left|{\frac {g(0)}{h(0)}}\right|=\log \left|r^{m-n}{\frac {a_{1}\ldots a_{n}}{b_{1}\ldots b_{m}}}\right|+{\frac {1}{2\pi }}\int _{0}^{2\pi }\log |f(re^{i\theta })|\,d\theta }
となる．
イェンセンの公式は円の中の解析関数の零点の個数を評価するのに使うことができる．すなわち，f が半径 R の z0 を中心とする円板内で解析的な関数で，|f| がその円盤の境界上 M でおさえられていれば，半径 r < R の同じ点 z0 を中心とする円の中の f の零点の個数は
{\displaystyle {\frac {1}{\log(R/r)}}\log {\frac {M}{|f(z_{0})|}}}
を超えない．
イェンセンの公式は整関数や有理型関数の値の分布の研究において重要な主張である．とくに，ネヴァンリンナ理論の出発点である．

## ポワソン・イェンセンの公式
イェンセンの公式はより一般的なポワソン・イェンセンの公式の帰結であり，これは逆にイェンセンの公式から z にメビウス変換を施すことによって得られる．それはロルフ・ネヴァンリンナ (Rolf Nevanlinna) によって導入され命名された．f が単位円板内で解析的な関数であって，零点 a1, a2, ..., an が単位円板の内部に位置しているとき，単位円板内のすべての {\displaystyle z_{0}=r_{0}e^{i\varphi _{0}}} に対して，ポワソン・イェンセンの公式 (Poisson–Jensen formula) の主張は以下である：
{\displaystyle \log |f(z_{0})|=\sum _{k=1}^{n}\log \left|{\frac {z_{0}-a_{k}}{1-{\bar {a}}_{k}z_{0}}}\right|+{\frac {1}{2\pi }}\int _{0}^{2\pi }P_{r_{0}}(\varphi _{0}-\theta )\log |f(e^{i\theta })|\,d\theta .}
ここで，
{\displaystyle P_{r}(\omega )=\sum _{n\in \mathbb {Z} }r^{|n|}e^{in\omega }}
は単位円板上のポワソン核である．関数 f が単位円板内に零点を持たないとき，ポワソン・イェンセンの公式は
{\displaystyle \log |f(z_{0})|={\frac {1}{2\pi }}\int _{0}^{2\pi }P_{r_{0}}(\varphi _{0}-\theta )\log |f(e^{i\theta })|\,d\theta }
となり，これは調和関数 log |f(z)| に対するポワソンの公式である．